# Bátraké a Szerencse
Bátraké a Szerencse a Kárpátia Zenekar 2014. augusztus 15-én megjelent nemzeti rock albuma.

## Számlista
1. Patrióta (Petrás J.–Szijártó Zs.–Bäck Z.)
2. Örökségem (Petrás J.–Szijártó Zs.–Bäck Z.)
3. Valahol Magyarországon (Petrás J.–Szijártó Zs.–Bäck Z.)
4. Tanya csak egy van (Petrás J.–Szijártó Zs.–Bäck Z.)
5. Tűzoltó dal (Petrás J.–Szijártó Zs.–Bäck Z.)
6. Balatoni nóta (Petrás J.–Szijártó Zs.–Bäck Z.)
7. Szibéria felé (Harsányi Zsolt)
8. Huszár (Petrás J.–Szijártó Zs.–Bäck Z.–Sárosy Gyula)
9. A költő üzenete (Petrás J.–Szijártó Zs.–Bäck Z.–Thököly Vajk)
10. Horthy Miklós katonája vagyok (Tradicionális katonadal)
11. Ó, én édes jó Istenem (Tradicionális – Petrás J.)

## Video
- 2014.05.21-én közzé tett első demo videójuk: Huszár (Petrás J.-Szijártó Zs.-Bäck Z.–Sárosy Gyula). YouTube
- 2014.06.20-án közzé tett második demo videójuk: Valahol Magyarországon (Petrás J.-Szijártó Zs.-Bäck Z.). YouTube
- 2014.07.20-án közzé tett harmadik demo videójuk: Tanya csak egy van. YouTube

## Közreműködők

### A dalokon
- Bäck Zoltán – ritmusgitár, akusztikus gitár
- Petrás János – vokál, basszusgitár
- Szijártó Zsolt – szólógitár, vokál
- Galántai Gábor – billentyűs hangszerek, doromb
- Bankó Attila – dobok
- Egedy Piroska – cselló
- Bene Beáta – furulya
- Farkas Róbert – trombita
- Sárdy Barbara – ének
- Cserfalvi Zoltán – vokál
- Petrás Mátyás – vokál
- Boros Béla – vokál

## Érdekességek
- Az új Kárpátia lemezre már felkerültek a cselló és furulya szólamok is.